# Џеси Лингард
Џеси Лингард (енгл. Jesse Lingard; Ворингтон, 15. децембар 1992) енглески је фудбалер, који тренутно игра за Нотингем Форест.

## Каријера
Од 2000. године је играо за омладински тим Манчестер јунајтеда. Члан првог тима јунајтеда постаје 2011. године. Играо је на позајмицама за Лестер Сити, Бирмингем Сити, Брајтон и Хов Албион и Дерби каунти. Први гол за Манчестер јунајтед постигао је 7. новембра 2015. године на мечу против Вест Бромвич Албиона.
За сениорску репрезентацију Енглеске је дебитовао 2016. године на мечу против Малте. Први погодак је постигао 23. марта 2018. године против Холандије. Играо је на Светском првенству у Русији и постигао гол против Панаме.

## Статистика каријере

### Репрезентативна
Статистика до 8. јула 2018.
| Тим      | Год.   | Наступи | Голови |
| -------- | ------ | ------- | ------ |
| Енглеска | 2016   | 3       | 0      |
| Енглеска | 2017   | 5       | 0      |
| Енглеска | 2018   | 8       | 2      |
| Укупно   | Укупно | 16      | 2      |

## Трофеји
Манчестер јунајтед
- ФА куп: 2015–16.[8]
- Енглески Лига куп: 2016–17.
- ФА Комјунити шилд: 2016.[8]
- Лига Европе: 2016–17[9]